# Nazionale di korfball della Bulgaria
La nazionale di korfball della Bulgaria è la selezione di korfball che rappresenta la Bulgaria in ambito internazionale. Nel settembre 2011 si trovava alla 37ª posizione dell'IKF World Korfball Ranking.

## Risultati internazionali
| European Bowl di korfball |          |                      |                |
| Anno                      | Edizione | Ospite               | Risultato      |
| 2007                      | II       | Serbia / Lussemburgo | 5º posto (Est) |

| Campionato dei Balcani di korfball |          |                       |           |
| Anno                               | Edizione | Ospite                | Risultato |
| 2006                               | I        | Neo Petritsi (Grecia) | 3º posto  |
| 2007                               | II       | Arandjelovac (Serbia) | 3º posto  |